# Double Decker! Doug & Kirill
Double Decker! Doug & Kirill (jap. DOUBLE DECKER! ダグ＆キリル) – japoński serial anime wyprodukowany przez studio Sunrise. Miał swoją premierę 30 września 2018 roku. W zespole produkcyjnym serialu znalazły się osoby, które pracowały nad serią Tiger & Bunny.

## Fabuła
W mieście-państwie Lisvaletta, podczas gdy zwykli ludzie prowadzą spokojne życie codzienne, szerzą się przestępstwa i handel nielegalnymi narkotykami. Przede wszystkim niebezpieczny i śmiertelny narkotyk o nazwie „Anthem” rzuca mroczny cień na ulice miasta. Specjalna jednostka śledcza „Seven-O”, której zadaniem specjalnym jest nadzorowanie śledztwa w sprawie Anthem, przyjmuje system „Double Decker” polegającą na utworzeniu grup składających się z dwóch śledczych, a wszystkim członkom nadaje się pseudonimy.
W skład jednej z grup wchodzi doświadczony badacz Doug Billingham, któremu towarzyszy rekrut Kirill Vrubel. Ten niekonwencjonalny duet jest połączeniem powściągliwego detektywa weterana, którego trudno odczytać, i niedoświadczonego detektywa, który jest trochę zbyt ochoczy.

## Bohaterowie

### Seven-O
Specjalny wydział oddziału narkotykowego Lisvaletty zajmujący się handlem Anthemem, podlegający bezpośrednio pod wojsko.
Douglas "Doug" Billingham (jap. ダグラス･ビリンガム Dagurasu Biringamu) / „Veteran”
Seiyū: Satoshi Mikami 
Kirill Vrubel (jap. キリル・ヴルーベリ Kiriru Vurūberi) / „Perm” / „Okappa” / „Buzz-Cut”
Seiyū: Kōhei Amasaki 
Deana del Rio (jap. ディーナ・デル・リオ Dīna Deru Rio) / „Pink”
Seiyū: Saori Hayami 
Katherine "Kay" Roshfall (jap. キャサリン・ロシュフォール Kyasarin Roshufōru) / „Rookie”
Seiyū: Chika Anzai 
Maxine "Max" Silverstone (jap. マキシーン・シルヴァーストーン Makishīn Shiruvuāsutōn) / „Boxer”
Seiyū: Yō Taichi 
Yuri Fujishiro (jap. ユリ・フジシロ) / „Robot”
Seiyū: Atsumi Tanezaki 
Travis Murphy (jap. トラヴィス・マーフィー Toravuisu Māfī) / „Boss”
Seiyū: Rikiya Koyama 
Sophie Gainsbourg (jap. ソフィー・ゲンズブール Sofī Genzubūru)
Seiyū: Aya Endō 
Apple Bieber (jap. アップル・ビーバー Appuru Bībā) / „Doctor”
Seiyū: Takuma Nagatsuka 

### Esperanza
Potężna organizacja przestępcza związana z Anthemem i główni antagoniści serii.
Zabel Franken (jap. ザベル・フランケン Zaberu Furanken) / „Z.”
Seiyū: Yutaka Aoyama 
Bamboo Man (jap. バンブーマン Banbūman) / „B.”
Seiyū: Daisuke Namikawa 
Agapetus Kroyd (jap. アガペトス・クロイド Agapetosu Kuroido) / „A.”

## Anime
13-odcinkowy serial anime został zapowiedziany 4 stycznia 2018 roku. Double Decker! Doug & Kirill był emitowany od 30 września do 23 grudnia 2018 roku na kanale Tokyo MX. Serial został wyreżyserowany przez Jōji Furutę i Ryō Andō, z animacją z wykonaniu studia Sunrise; jest częścią projektu Tiger & Bunny. Tomohiro Suzuki wrócił do produkcji scenariuszy serialu, a Masakazu Katsura ponownie zajął się projektami postaci. Norihiro Itagaki zaprojektował animację postaci. Muzykę skomponował Yuki Hayashi. Motywem otwierającym jest „Stereo to Monologue” w wykonaniu KiRiSaMe, a tematem końcowym jest „Buntline Special” w wykonaniu Vickeblanka. Trzyodcinkowa kontynuacja anime, zatytułowana Extra Story, miała swoją premierę wydane 10 lutego, 10 marca i 10 kwietnia 2019 roku.

### Lista odcinków
| Nr | Tytuł | Premiera             |
| -- | --- | -------------------- |
| 1  | Futatsu no taiyōnihoero (二つの太陽にほえろ!)                                                             | 30 września 2018     |
| 2  | Sarabo, okappa keiji (さらぼ、オカッパ 刑事)                                                              | 30 września 2018     |
| 3  | Kōtekishu wa aibō no aibō! (好敵手は相棒の相棒!)                                                          | 7 października 2018  |
| 4  | Kaettekita, Derick! Kaettekita, Derikku! (帰ってきた、デリック!)                                          | 14 października 2018 |
| 5  | A. Kroyd goroshi! A. Kuroido goroshi! (A・クロイド殺し!)                                                  | 21 października 2018 |
| 6  | Mitchaku Lisvalletta keisatsu 24-ji! Mitchaku Risuvuaretta Keisatsu 24-ji! (密着リスヴァレッタ警察24時！) | 28 października 2018 |
| 7  | Fukushū suru wa, wari ni are! (復讐するは、ワリにアレ！)                                                  | 4 listopada 2018     |
| 8  | Odoru! Gakuen sōsa-sen! (踊る！ 学園捜査線！)                                                             | 11 listopada 2018    |
| 9  | Don’t Think! Feel So Good! Donto su~inku fīru sō guddo! (ドントスィンクフィールソーグッド！)              | 18 listopada 2018    |
| 10 | Hazure keiji junjō-ha! (はずれ刑事 純情派！)                                                              | 25 listopada 2018    |
| 11 | SEVEN-O wa ni-do shinu! (EVEN-Oは二度死ぬ!)                                                               | 9 grudnia 2018       |
| 12 | Keiji ga, abunai (刑事が、あぶない)                                                                       | 16 grudnia 2018      |
| 13 | Soshite dare mo inaku naranakatta! (そして誰もいなくならなかった！)                                       | 23 grudnia 2018      |

## Manga
Adaptacja w postaci mangi, zilustrowana przez Mizukiego Sakakibarę, publikowana była od 1 października 2018 roku do 30 marca 2020 roku na stronie Tonari no Young Jump Shūeisha oraz aplikacji YanJan!. Od 19 grudnia 2018 roku do 17 kwietnia 2020 roku opublikowane zostały cztery tomy tankōbon.